# Демократический союз малийского народа
 Демократи́ческий сою́з мали́йского наро́да (фр.  Union Démocratique du Peuple Malien (UDPM)) — правящая и единственная легальная политическая партия Мали в 1979 — 1991 годах.

## Основание партии
После военного переворота 1968 года, в ходе которого был свергнут социалистический режим президента Модибо Кейты, правящая партия Суданский союз была распущена и политическая деятельность в стране запрещена. В 1974 году правящий Военный комитет национального освобождения вынес на референдум новую конституцию страны, предусматривавшую введение однопартийной системы. 22 сентября 1975 года глава ВКНО Муссы Траоре заявил о предстоящем создании правящей партии, которую он должен был лично возглавить в качестве генерального секретаря. 19 ноября 1976 года началось формирование структур будущей партии, получившей название Демократический союз малийского народа.

## История партии
Демократический союз малийского народа был учреждён на I съезде, состоявшемся в Бамако 27 — 31 марта 1979 года. Он стал единственной разрешённой партией страны, во многом основанной на принципах Коммунистической партии Советского Союза. 19 июня 1979 года не имевшая конкурентов партия набрала на парламентских выборах 99,85 % голосов и получила все места в Национальном собрании. 28 июня члены ВКНО сложили полномочия и заняли партийные посты. В условиях перехода к правлению уже через государственные и партийные структуры, Траоре и его соратники усилили службы государственной безопасности, во главе которых были поставлены особо преданные режиму офицеры.
В условиях однопартийной системы ДСМН без труда занимал все места в парламенте на парламентских выборах 1982 (99.82 % голосов) и 1985 годов (99,92 % голосов). В марте 1985 года II съезд партии, не являвшийся законодательным органом, изменил 22 статью Конституции 1974 года и позволил Муссе Траоре быть переизбранным на второй президентский срок. В 1986 году делегация ДСМН присутствовала на XXVI съезде КПСС .
К началу 1990-х годов ситуация в стране обострилась и требования введения многопартийности стали лейтмотивом нарастающих общественных протестов. В 1990 году созданный оппозицией Национальный комитет демократической инициативы (фр. Comité National d’Initiative Démocratique — CNID) разработал и 18 октября опубликовал альтернативный вариант Конституции Мали, предусматривавший отмену однопартийной системы. Волнения нарастали и власти были вынуждены пойти на встречу требованиям оппозиции. Но назначенный на 28 марта 1991 года чрезвычайный съезд ДСМН, который должен был рассмотреть вопрос о введении многопартийности, не состоялся. 26 марта 1991 года режим Муссы Траоре пал, Демократический союз малийского народа был распущен, и уже 6 апреля 1991 года было провозглашено введение в стране многопартийной системы.

## Идеология
Принятая на Учредительном съезде программа Демократического союза малийского народа провозглашала цель «освободить людей от социального неравенства, от всех форм эксплуатации и угнетения… установить систему, в которой богатства действительно принадлежат тем, кто их создаёт». Программа ДСМН формулировала основные направления социально-экономического и общественно-политического развития Мали, а также содержала анализ современного мирового развития. Из сравнительной характеристики капитализма и социализма делался вывод о преимуществе социалистической системы. Капитализм подвергался критике. При этом заявлялось, что в стране ещё нет экономических, социальных и политических условий для построения социализма, поэтому ДСМН ограничится созданием этих условий. Партия, говорилось в Программе, избирает «путь развития, основанный на независимой планируемой национальной экономике и государстве национальной демократии». Планируемая национальная экономика должна была развиваться на основе укреплении государственного сектора, поощрения смешанного и национального частного капитала. Иностранный капитал мог быть использован только в рамках государственного плана развития. В деревне декларировалось кооперирование крестьянства на основе традиционной общины, что придавало идеологии ДСМН оттенок африканского социализма. При этом признавалась важность индивидуальных крестьянских хозяйств, которым государство должно было оказывать помощь.
Внешнеполитическая концепция ДСМН во многом повторяла установки времён Модибо Кейты, однако, уже не в таких радикальных формах. Партия выступала за неприсоединение, мирное сосуществование, международную безопасность и новый международный экономический порядок. Поддержка борющихся за свою независимость народов провозглашалась обязанностью ДСМН. Партия объявляла себя противником неоколониализма, расизма и гонки вооружений. Программа ДСМН утверждала дальнейшее развитие дружеских отношений с социалистическими странами и их правящими партиями, установление партийных связей со всеми партиями прогрессивной направленности .

## Структура партии
При разработке организационной структуры Демократического союза малийского народа были во многом использованы принципы построения Суданского союза, распущенного в 1968 году. При этом Устав партии во многом был схож с уставом Фронта национального освобождения Алжира.
Членами Демократического союза малийского народа мог стать любой гражданин Мали старше 18 лет, признающий программу и устав партии. Все малийцы в соответствии со своим возрастом и полом должны были состоять в молодёжной или женской демократических организациях ДСМН. Все чиновники обязаны были иметь партийный билет.
Построенная на принципе демократического централизма, партия имела территориальную структуру и опиралась в качестве первичных организаций на комитеты в деревнях, кочевых поселениях и в городских кварталах. В местные комитеты ДСМН должно было входить не менее 100 членов партии. Комитеты округа или городского квартала объединялись в подсекции, подсекции на уровне района объединялись в секции. В столице страны Бамако секции создавались в каждой коммуне. Повседневной работой территориальных партийных органов руководили бюро, в которое помимо партийных руководителей входили представители молодёжной и женской организаций ДСМН с правом решающего голоса. Местная администрация и командующие военными округами участвовали в заседаниях бюро с правом совещательного голоса. Высшим органом ДСМН был съезд, созываемы раз в три года. Он избирал Национальный совет (фр. Conseil National), являвшийся высшим партийным органом в период между съездами. Из состава Национального совета (аналога Центрального комитета в партиях советского блока) избиралось Центральное исполнительное бюро (фр. Bureau executive central) во главе с Генеральным секретарём Демократического союза малийского народа. Оно от имени Национального совета осуществляло координацию и контроль над деятельностью партийных органов от имени.
Национальный совет в количестве 137 членов избирался на три года и состоял из представителей 52 территориальных партийных секций, 6 представителей профсоюзной, молодёжной и женской организаций (по 2 от каждой), президента республики, председателя Национального собрания, депутатов и представителей армии.
Центральное исполнительное бюро состояло из 19 членов. Оно включало генерального секретаря, его заместителя, секретарей по политическим, административным, организационным вопросам, секретаря по внешним связям, секретаря по связям с профсоюзами и генеральных секретарей женской и молодёжной организаций. Центральное исполнительное бюро также избирались на три года. В структуры правящей партии были интегрированы Национальный союз молодёжи Мали (фр. Union Nationale des Jeunes du Mali (l’UNJM)) и Национальный союз женщин Мали (фр. Union Nationale des Femmes du Mali (UNFM)).
Национальный союз трудящихся Мали в соответствии с решениями его IV съезда в июле 1978 года формально сохранил независимость от ДСМН. Это положение было зафиксировано в программе партии.
Центральным печатным органом партии была самая крупная в стране газета «Essor-La Voix du Peuple» («Эссор», «Подъём-Голос народа»), выходившая тиражом 40 000 экземпляров.

## Съезды ДСНМ
- I Учредительный съезд — 27 — 31 марта 1979 года, Бамако
- II съезд — 28 — 31 марта 1985 года, Бамако